# Idioma del Desierto Occidental
El idioma del desierto occidental, o Wati, es un grupo de dialectos de lenguas aborígenes australianas en la familia pama-ñungans.
El nombre Wati tiende a usarse cuando se consideran las diversas variedades como idiomas distintos, Desierto occidental cuando se consideran dialectos de un solo idioma, o Wati como Wanman más el grupo del Desierto Occidental.

## Ubicación y listado de comunidades
Los hablantes de los diversos dialectos del idioma del desierto occidental vivían tradicionalmente en gran parte de las áreas desérticas de Australia Occidental, Australia Meridional y el Territorio del Norte. La mayoría de la gente del bloque cultural del Desierto Occidental vive en comunidades en sus tierras tradicionales o cerca de ellas, aunque algunas ahora viven en una de las ciudades que bordean el área del desierto como Kalgoorlie, Laverton, Alice Springs, Port Augusta, Meekatharra, Halls Creek y Fitzroy Crossing.
La siguiente es una lista parcial de las comunidades del desierto occidental:
- Kintore
- Docker River
- Ernabella
- Amata
- Fregon
- Pipalyatjara
- Kalka
- Warburton
- Kiwirrkurra
- Balgo
- Aputula (también conocida como Finke)
- Imanpa (también conocida como Mount Ebenezer)
- Mutitjulu
- Jigalong

## Continuo dialectal
El idioma del desierto occidental consiste en una red de dialectos estrechamente relacionados; los nombres de algunos de estos se han vuelto bastante conocidos (como el idioma pitjantjatjara) y a menudo se los denomina "idiomas". Como todo el grupo de dialectos que constituye el idioma no tiene un nombre propio, generalmente se lo conoce como el idioma del desierto occidental. Los hablantes de WDL que se refieren al idioma en general usan varios términos que incluyen wangka ("lenguaje") o wangka yuti ("habla clara"). Para los hablantes nativos, el idioma es mutuamente inteligible en todo su rango.

### Dialectos
A continuación se presentan algunas de las variedades nombradas de la lengua del desierto occidental, con sus ubicaciones aproximadas. Los nombres destacados se enumeran como idiomas separados en Bowern (2011 [2012]).
- Antakarinya (Antakirinya)* - noreste de SA
- Kartutjarra* - Kartudjara gente, cerca de Jigalong, WA
- Kukatja* (Ŋatatara) – Yumu y Gugadja gente, cerca de Balgo, WA (ver también a continuación - 2 con mismo nombre)
- Kokatha* – Kokatha Mula pueblo, SA central
- Luritja – Kukatja/Loritja pueblo, Australia central
- Manyjilyjarra (Manjiljarra)* – Mandjildjara (¿y Mandjindja?) gente, cerca de la Jigalong
- Martu Wangka – Comunidad Jigalong
- Ngaanyatjarra* – cerca de Warburton, WA
- Ngaatjatjarra - cerca de Warburton, WA
- Ngalia/Ngaliya (Ooldean) – Distritos de Salt Lake en el Desierto Occidental (o Gran Victoria) al noroeste de Ooldea (hablado por el gente Ngalia[3])
- Pintupi* - Kintore (Territorio del Norte) y más al oeste.
- Pintupi Luritja – Región de Papunya y Kintore, NT
- Pitjantjatjara* - Noroeste de SA
- Putijarra* – Putijarra gente, al sur de Jigalong, WA
- Titjikala Luritja* – Titjikala, alrededor de Maryvale y Finke, NT
- Tjupany* – Madoidja pueblo/región?
- Wangkatjunga (Wangkajunga)* – al sur de Christmas Creek, WA (¿parte de Martu Wangka?)
- Watha – al este de Meekatharra, WA
- Wawula – ¿Wardal personas? Madoidja gente?, al sureste de Meekatharra
- Wonggayi – Pindiini/Wangkatha gente, Kalgoorlie a Cosmo Newberry y la región de Wiluna, W.A.
- Yankunytjatjara* - noroeste de SA
- Yulparirra (Yulparija)* – al norte de Jigalong

Otros nombres asociados con el desierto occidental, aunque pueden no ser variedades distintas, incluyen Dargudi (Targudi), Djalgandi (Djalgadjara), Kiyajarra (Giyadjara, Keiadjara), Nakako, Nana (Nganawongka), Waljen, Wirdinya, y quizás Mudalga.
El idioma nyiyaparli ya no se clasifica como Wati.
Existe una variación considerable en esta región dado el tamaño del área.

### Kukatja
A partir de 2019, científicos de la Universidad de Queensland han estado realizando un proyecto de investigación sobre el idioma kukatja en Balgo, la lingua franca local que se habla con fluidez "por residentes de todas las edades y en al menos siete grupos tribales". Los investigadores están grabando conversaciones y mapeando el idioma, creyendo que Kukatja podría proporcionar pistas sobre cómo se difunden los idiomas en todo el mundo. El Dr. Luis Miguel Rojas Berscia cree que la misión, como en otros lugares como la Amazonas y África Occidental, podría ser el hilo conductor, uniendo a diferentes grupos étnicos. en lugares aislados. Berscia, junto con la mujer balgo Melissa Sunfly y otros residentes, está trabajando en el desarrollo de un diccionario del idioma y una guía para maestros, antes de que la generación más joven adopte el inglés de manera más amplia.
A partir de 2020, AIATSIS distingue dos dialectos del desierto occidental con el mismo nombre: A68: Kukatja y C7: Kukatja.

## Idioma

### Estado
El idioma del desierto occidental tiene miles de hablantes, lo que lo convierte en uno de los idiomas indígenas australianos más fuertes. El idioma todavía se transmite a los niños y tiene una cantidad sustancial de literatura, particularmente en los dialectos Pitjantjatjara y Yankunytjatjara en el sur de Australia, donde anteriormente había un programa bilingüe de larga duración.

### Fonología
En las siguientes tablas del sistema de sonido WDL, los símbolos en negrita dan una ortografía práctica típica utilizada por muchas comunidades WDL. A continuación se dan más detalles de las ortografías en uso en diferentes áreas. Los valores fonéticos en IPA se muestran entre [corchetes].

#### Vocales
|         | Frontal        | Central        | Trasera        |
| ------- | -------------- | -------------- | -------------- |
| Cerrada | i [i], ii [iː] |                | u [u], uu [uː] |
| Abierta |                | a [a], aa [aː] |                |

El idioma del desierto occidental tiene el sistema de tres vocales común (para Australia) con una distinción de longitud que crea un total de seis vocales posibles.

#### Consonantes
|              | Periferal | Periferal | Laminal  | Apical    | Apical  |
| Bilabial     | Velar     | Palatal   | Alveolar | Retroflex |         |
| ------------ | --------- | --------- | -------- | --------- | ------- |
| Oclusiva     | p [p]     | k [k]     | tj [c]   | t [t]     | rt [ʈ ] |
| Nasal        | m [m]     | ng [ŋ]    | ny [ɲ]   | n [n]     | rn [ɳ ] |
| Vibrante     |           |           |          | rr [r]    |         |
| Lateral      |           |           | ly [ʎ]   | l [l]     | rl [ɭ ] |
| Approximante | w [w]     | w [w]     | y [j]    | r [ɻ ]    | r [ɻ ]  |

Como se muestra en el gráfico, la WDL distingue cinco posiciones de articulación y tiene oclusivas orales y nasales en cada posición. Las oclusivas no tienen distinción fonémica voz pero muestran alófonos sonoros y sordos; las oclusivas generalmente no se expresan al comienzo de una palabra y se expresan en otros lugares. En ambas posiciones, suelen ser no aspirados. No hay consonante fricativa s.

### Ortografía
Si bien los dialectos de la WDL tienen fonologías muy similares, se utilizan varias ortografías diferentes, como resultado de las preferencias de los diferentes primeros investigadores, así como del hecho de que la región de la WDL se extiende a tres estados (Australia Occidental, Australia Meridional y el Territorio del Norte). ), cada uno con su propia historia de investigación lingüística y política educativa.

### Lengua de signos
La mayoría de los pueblos del centro de Australia tienen (o en algún momento tuvieron) formas de señas de sus idiomas. Entre los pueblos del desierto occidental, el lenguaje de señas se ha informado específicamente para Kardutjara y Yurira Watjalku, Ngaatjatjarra (Ngada), y Manjiljarra. Se sabe que los firmados Kardutjara y Yurira Watjalku estaban bien desarrollados, aunque no está claro en los registros que los firmados Ngada y Manjiljarra lo estuvieran.